# Delomys
Genre
Delomys est un genre de rongeurs de la famille des Cricétidés.

## Liste des espèces
Selon ITIS (24 mars 2016) :
- Delomys altimontanus Gonçalves and Oliveira, 2014
- Delomys dorsalis  (Hensel, 1872)
- Delomys sublineatus  (Thomas, 1903)

Selon Mammal Species of the World (version 3, 2005)  (24 mars 2016) :
- Delomys collinus Thomas, 1917
- Delomys dorsalis Hensel, 1872
- Delomys sublineatus Thomas, 1903